# 圣勒弥爵隐修院
圣勒弥爵隐修院是一座隐修院，位于法国兰斯，建于公元6世纪。自1099年起，兰斯主教圣勒弥爵的遗骨由兰斯主教座堂迁至此处保存。圣勒弥爵曾劝化法兰克国王克洛维一世皈依基督教。
今日的宗座圣殿由良九世祝圣于1049年，罗曼式风格。
1991年，兰斯主教座堂和塔乌宫成为世界遗产。

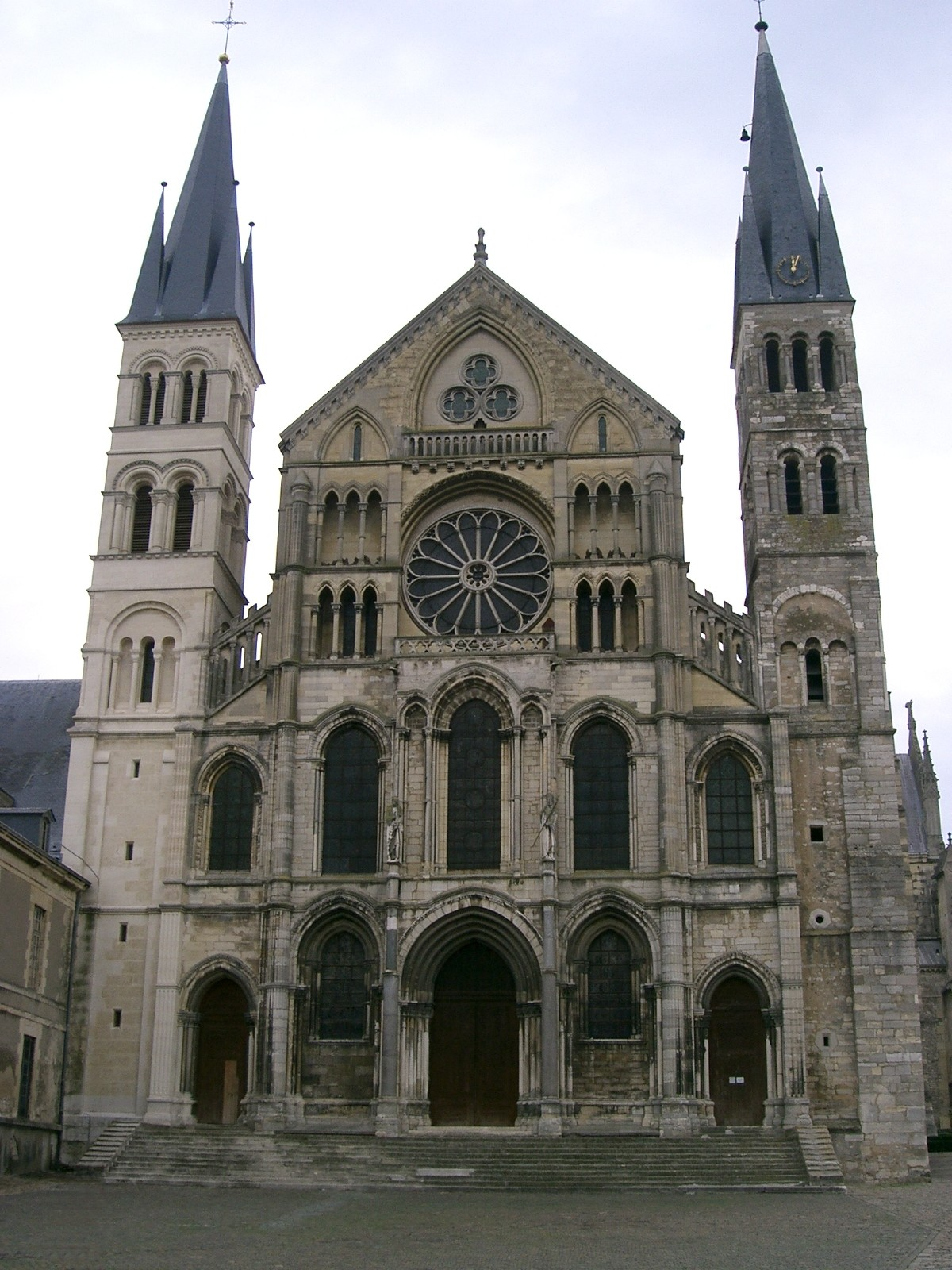
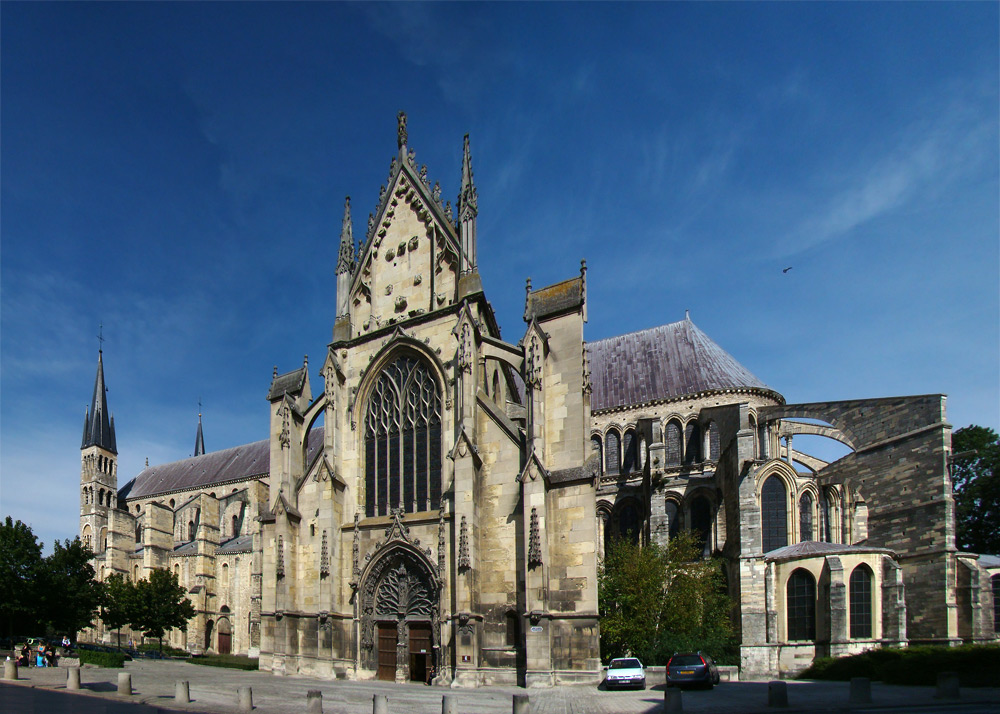
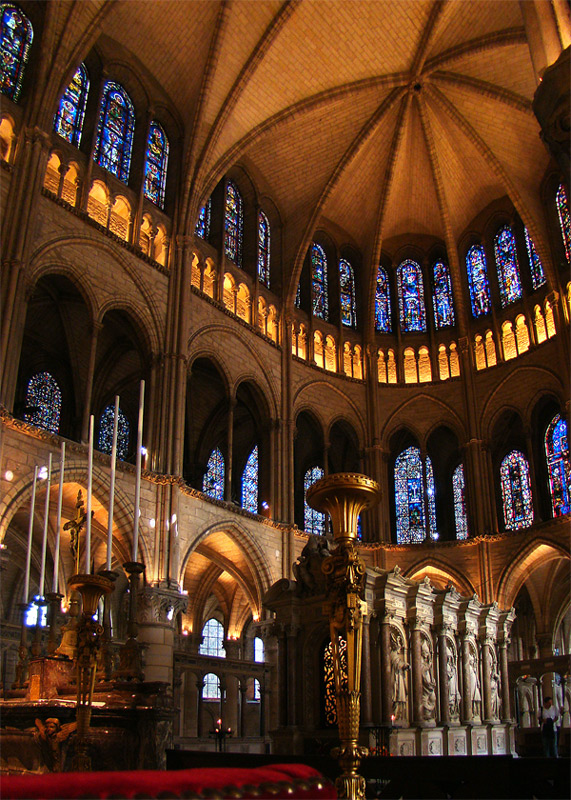
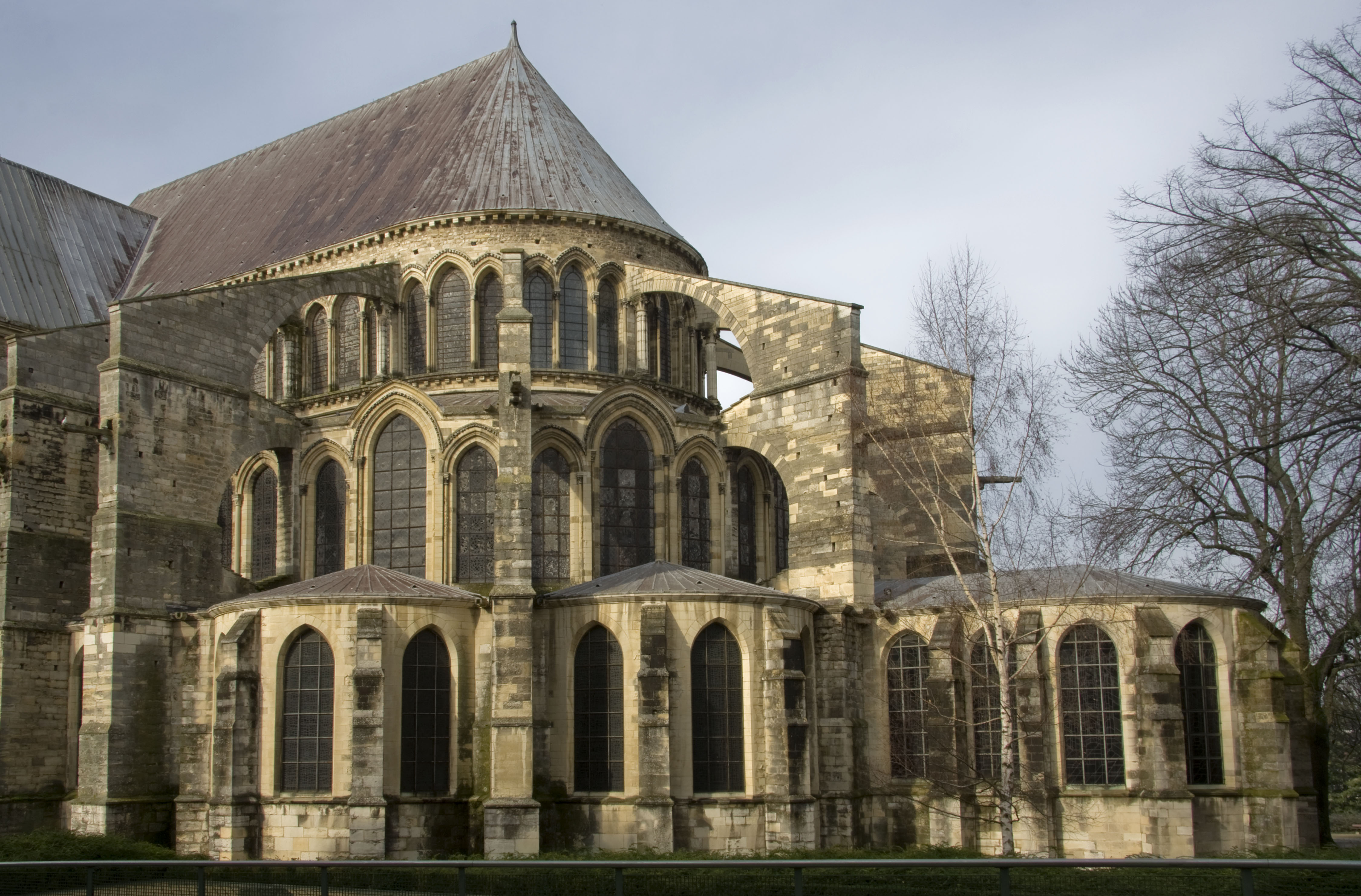